# Aups

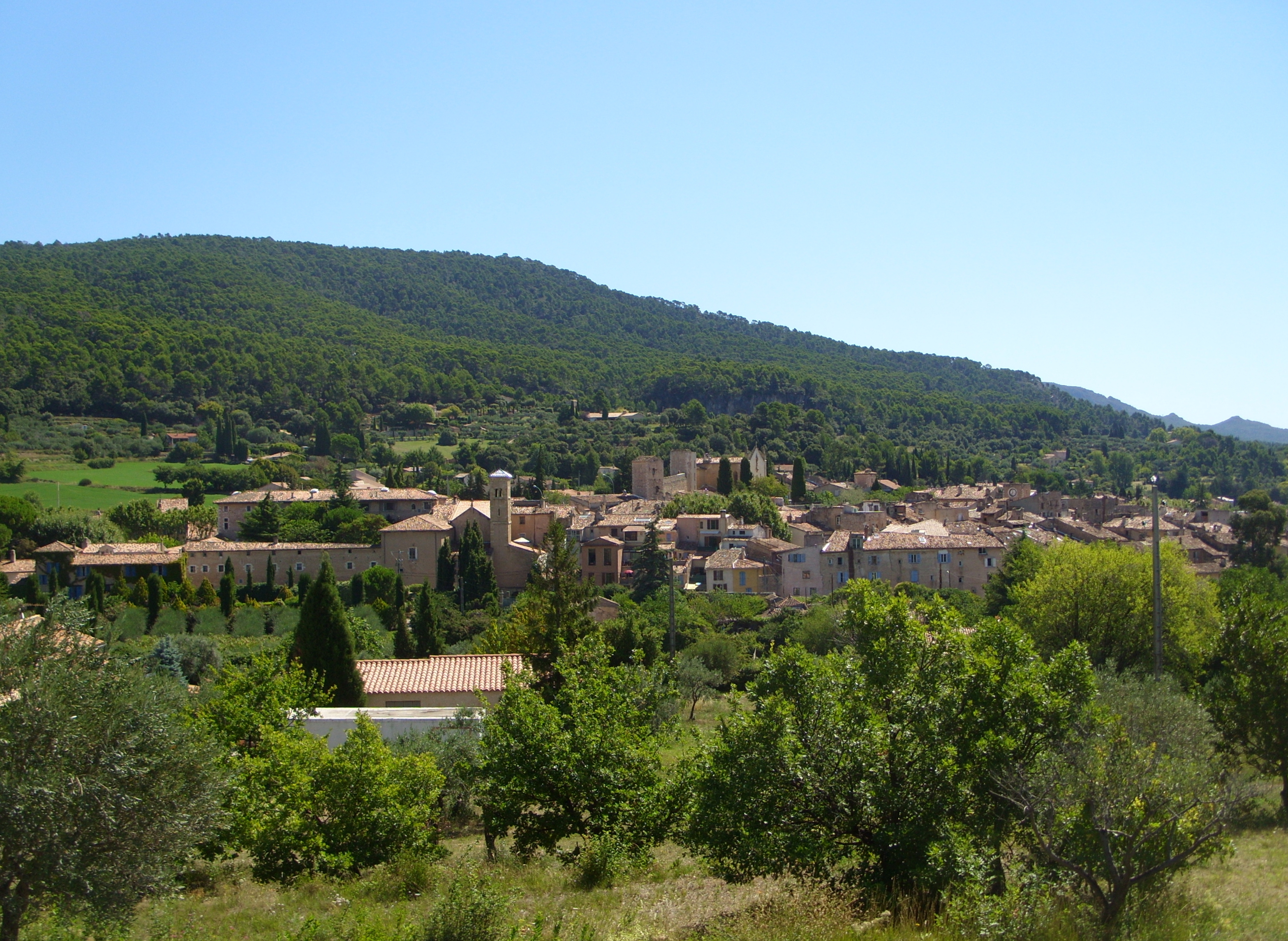
Quang cảnh

Aups (appelé Z'Aup trong tiếng provençal de norme mistralienne se prononçant Zaou) là một xã, chef-lieu du canton d'Aups thuộc tỉnh Var trong vùng Provence-Alpes-Côte d’Azur, Pháp. Xã này có diện tích 64,15 km², dân số năm 2006 là 2029 người. Xã này nằm ở khu vực có độ cao trung bình 500 mét trên mực nước biển. ==Biến động dân số==
| 1793  | 1800  | 1806  | 1821  | 1831  | 1836  | 1841  | 1846  | 1851  |
| ----- | ----- | ----- | ----- | ----- | ----- | ----- | ----- | ----- |
| 2 744 | 2 949 | 2 947 | 2 937 | 3 083 | 2 661 | 2 827 | 2 914 | 2 871 |

| 1856  | 1861  | 1866  | 1872  | 1876  | 1881  | 1886  | 1891  | 1896  |
| ----- | ----- | ----- | ----- | ----- | ----- | ----- | ----- | ----- |
| 2 704 | 2 647 | 2 712 | 2 597 | 2 610 | 2 601 | 2 267 | 2 050 | 1 892 |

| 1901  | 1906  | 1911  | 1921  | 1926  | 1931  | 1936  | 1946  | 1954  |
| ----- | ----- | ----- | ----- | ----- | ----- | ----- | ----- | ----- |
| 1 806 | 1 671 | 1 588 | 1 299 | 1 339 | 1 281 | 1 292 | 1 349 | 1 337 |

| 1962                                         | 1968  | 1975  | 1982  | 1990  | 1999  | 2006 | - | - |
| -------------------------------------------- | ----- | ----- | ----- | ----- | ----- | ---- | - | - |
| 1 442                                        | 1 488 | 1 500 | 1 652 | 1 796 | 1 903 | 2029 | - | - |
| Số liệu kể từ 1962 : dân số không tính trùng |       |       |       |       |       |      |   |   |

### Pyramide des âges
Bản mẫu:Pyramide des âges 2